# 化石の森 (1936年の映画)

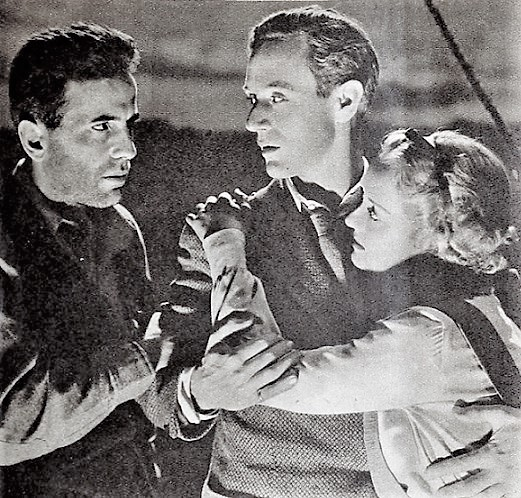
左からハンフリー・ボガード、レスリー・ハワード、ベティ・デイヴィス

『化石の森』（かせきのもり、原題：英語: The Petrified Forest）は、1936年に製作・公開されたアメリカ合衆国の映画である。（撮影は1935年）

## 概要
1935年にニューヨークで初演されたロバート・E・シャーウッドの戯曲の映画化であり、アーチー・メイヨが監督、レスリー・ハワード（初演オリジナルキャスト）とベティ・デイヴィスが主演した。

## キャスト
- アラン：レスリー・ハワード
- ガブリエル：ベティ・デイヴィス
- チゾルム夫人：ジュヌヴィエーヴ・トビン
- ボーゼ：ディック・フォラン
- デューク・マンティ：ハンフリー・ボガート

## スタッフ
- 監督：アーチー・メイヨ
- 製作総指揮：ハル・B・ウォリス（ノンクレジット）
- 脚色：チャールズ・ケニヨン、デルマー・デイヴィス
- 撮影：ソル・ポリート
- 音楽監督：レオ・F・フォーブスタイン
- 編集：オーウェン・マークス
- 美術：ジョン・ヒューズ
- 衣裳：オリー＝ケリー（ノンクレジット）